# Intertrack
Intertrack fue una compañía mexicana de doblaje, traducción de diálogos, subtitulaje, posproducción de video/audio para el mercado internacional, fundada y perteneciente al ingeniero Carlos Salgado Jr.
Inicialmente estuvo ubicado en México, D.F., posteriormente es trasladado a la ciudad de Cuernavaca, para ser luego fusionado con la compañía "Doblajes París", propiedad de Carlos Salgado sr.

## Lista de trabajos[4]

### Anime
- Betterman
- Bikkuriman
- Dr. Slump
- Dr. Slump 2
- Dragon Ball
- Dragon Ball Z
- Dragon Ball GT
- Sailor Moon
- Tekkaman Blade
- Slam Dunk
- Digimon
- Sakura Card Captors
- Captain Tsubasa J
- Samurai Warriors
- Full Metal Panic? Fumoffu
- Heat Guy J
- Martian Successor Nadesico
- Gundam Wing
- Saikano
- Yu Yu Hakusho
- Nube El Maestro del Infierno
- Kitaro
- Gulliver Boy
- Magical Doremi
- Time Trouble Tondekeman
- Sally, la bruja
- Kurochan, el gato cibernético
- Tico y sus amigos
- Patlabor
- Yaiba
- Battle Angel Alita
- Initial D
- Gigi la Trotolla
- La visión de Escaflowne ('Versión Simplificada')

### Películas de anime
- Digimon: La película
- Dragon Ball: La leyenda de Shenlong
- Dragon Ball: La Princesa durmiente en el castillo embrujado
- Dragon Ball: Una Aventura Mística
- Dragon Ball: El Camino Hacia El Poder
- Dragon Ball Z: ¡¡Devuélvanme a mi Gohan!!
- Dragon Ball Z: El hombre más fuerte del mundo
- Dragon Ball Z: La batalla más grande del mundo está por comenzar
- Dragon Ball Z: Goku es un Súper Saiyajin
- Dragon Ball Z: Los rivales más poderosos
- Dragon Ball Z: Los guerreros más poderosos
- Dragon Ball Z: La pelea de los tres Saiyajins
- Dragon Ball Z: El poder invencible
- Dragon Ball Z: La Galaxia Corre Peligro
- Dragon Ball Z: El Regreso del Guerrero Legendario
- Dragon Ball Z: El Combate Final
- Dragon Ball Z: La fusión de Goku y Vegeta
- Dragon Ball Z: El Ataque del Dragón
- Dragon Ball Z: La batalla de Freezer contra el padre de Goku
- Dragon Ball Z: Los dos guerreros del Futuro, Gohan y Trunks
- Dragon Ball GT: 100 años después
- Ranma ½ la película: Gran Aventura en Nekonron, China
- Ranma ½ la película 2: La Isla de las Doncellas
- Sailor Moon R: La Promesa de la Rosa
- Sailor Moon S: El Amor de la Princesa Kaguya
- Sailor Moon Super S: El Milagro del Agujero Negro de los Sueños
- Sakura Card Captors Película 2: La carta sellada
- Patlabor: La película
- Patlabor 2: La película
- Yu Yu Hakusho: Los invasores del Infierno

### Películas animadas
- Bartok, el magnífico (DVD/TV)

## Traductores
- Brenda Nava[5]
- Jesús Vallejo[6]